# Wagneriana taim
Wagneriana taim är en spindelart som beskrevs av Levi 1991. Wagneriana taim ingår i släktet Wagneriana och familjen hjulspindlar. Inga underarter finns listade i Catalogue of Life.